# Cóis

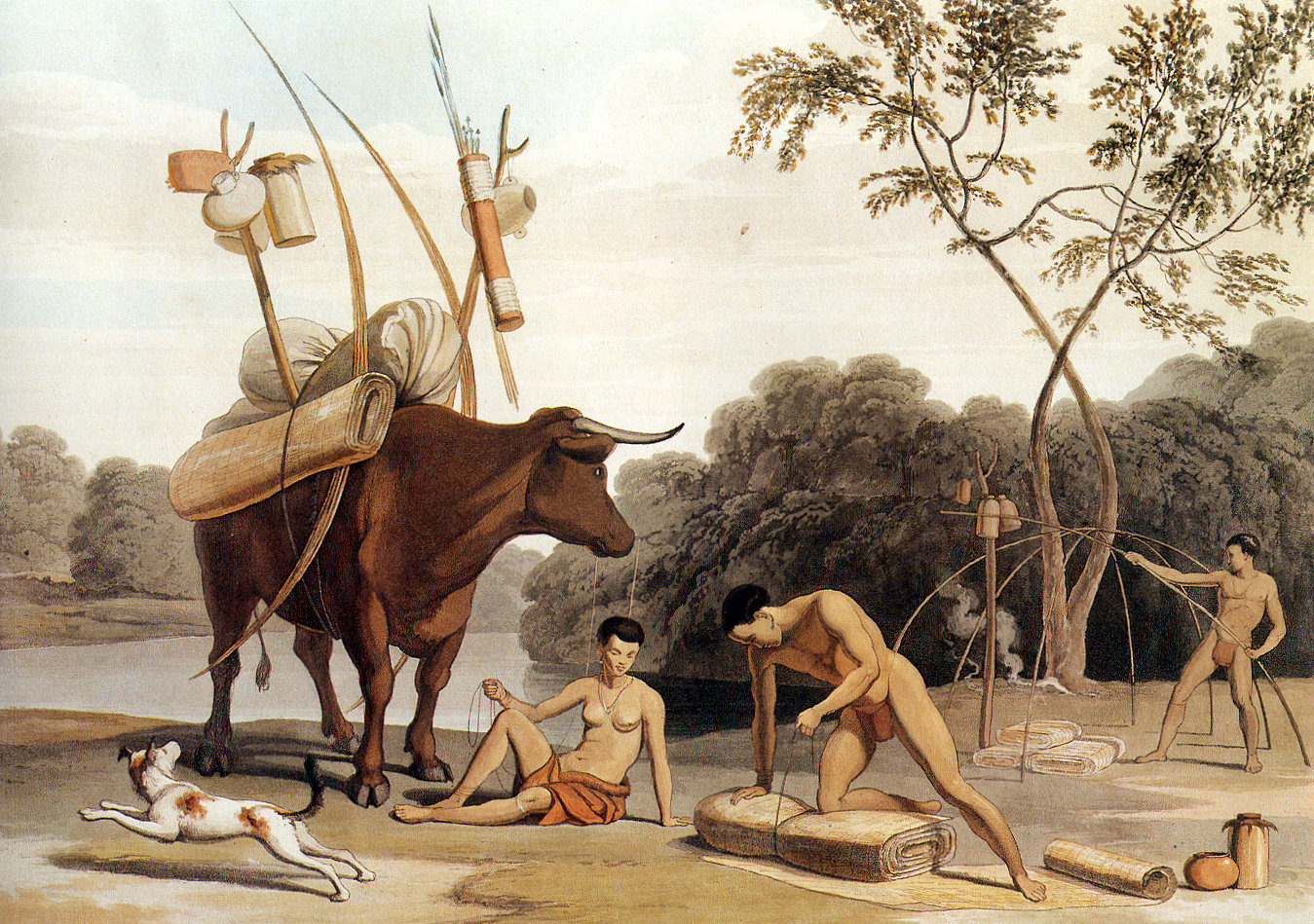
Cóis desmantelando suas cabanas, preparando-se para passar para novas pastagens. Aquatinte de Samuel Daniell (1805).

Os cóis (etnônimo: Khoikhoi, "pessoas pessoas" ou "pessoas reais") ou khoi, são um grupo de pessoas coissãs nativas do sudoeste da África. Ao contrário do povo vizinho de caçadores-coletores, sãs, os cóis tradicionalmente praticam a agricultura pastoral nômade. Quando os imigrantes europeus colonizaram a área após 1652, os cóis mantiveram grandes rebanhos de gado na região do Cabo. Os colonos neerlandeses os rotularam hotentotes à imitação do som dos sons de clique são característicos da linguagem cói, mas hoje este exônimo é considerado depreciativo e ofensivo.
Evidências arqueológicas mostram que os cóis chegaram na atual África do Sul através de duas rotas distintas: 1) Viajando para o oeste, rodando o Calaári para o oeste, depois para o Cabo. 2) Viajando para o sudeste para o Highveld e depois para a costa sul.
Os maiores grupos de cóis que permaneceram como grupos incluem os povos nama e damara.[carece de fontes?]

## História

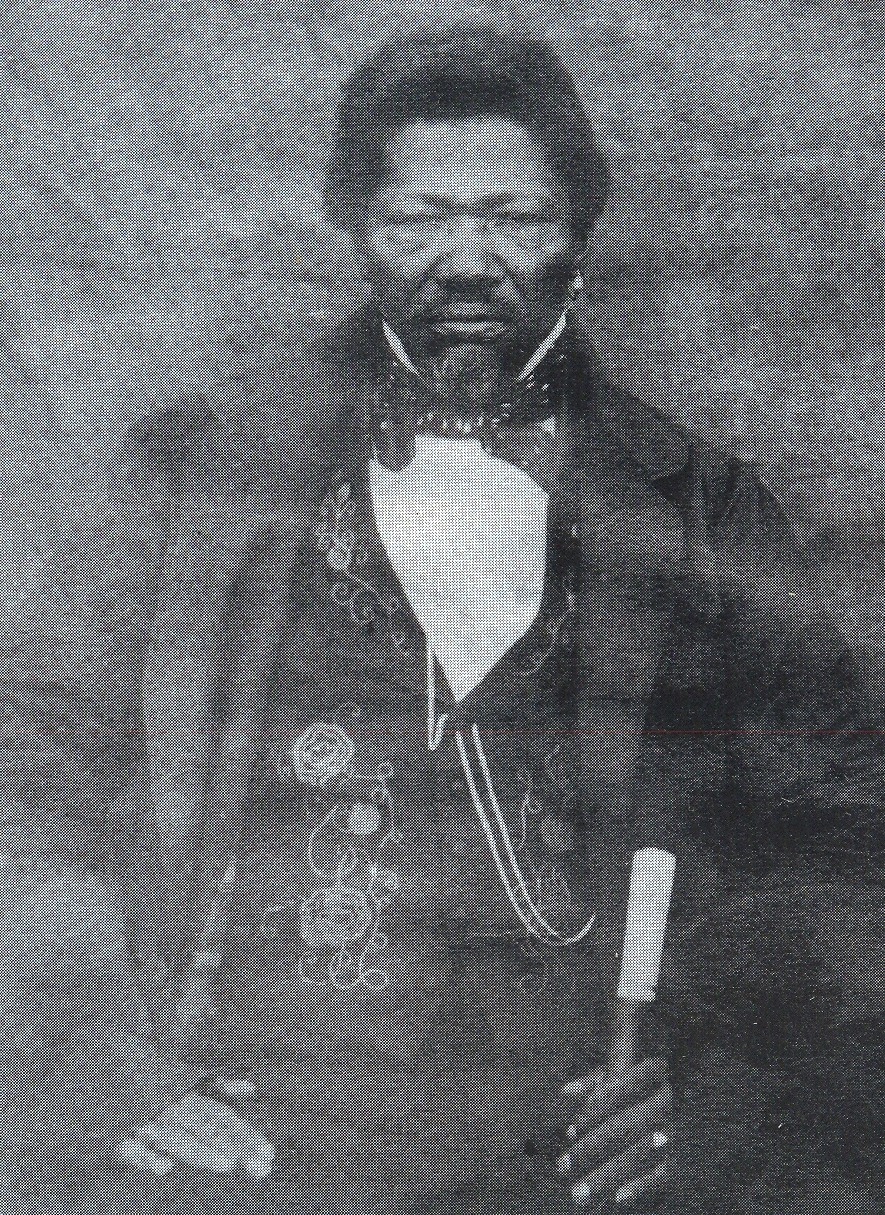
Adam Kok, líder da nação Griqua.

A história da África meridional é dominada por dois problemas: em primeiro lugar, o das datas em que os vários povos lá se estabeleceram, ou seja, dos movimentos ou migrações dos povos; em segundo, o da natureza do poder, que implica a necessidade de definir suas estruturas, o que, por sua vez, remete‑nos à origem dos reinos ou Estados.
Primeiramente, deve‑se dizer que as pesquisas mais recentes demonstraram a antiguidade do povoamento cói na região; alguns chegam a afirmar que os povos estabelecidos na região do Cabo eram importantes criadores de ovelhas. No sítio de Lydenburg, no leste do Transvaal, foram descobertas esplêndidas cabeças de cerâmica (século V da era cristã) e provas irrefutáveis da existência de agricultura. O início da Idade do Ferro Antiga, que terminou por volta de 1100, situa‑se neste período. Usando o método de datação por carbono-14, R. R. Inskeep situa por volta dos anos 80 ± 20 antes da era cristã a data mais remota do aparecimento do ferro entre o Zambeze e o Limpopo. A cultura da Idade do Ferro Antiga propagou‑se pela África meridional: as cerâmicas foram encontradas em muitos lugares.
Por volta de 1100, começou a segunda Idade do Ferro, ou "Idade Média do Ferro", intimamente ligada às migrações dos povos de língua banta. Os especialistas de Gaborone, examinando esta questão, rejeitaram a antiga teoria da migração banta. Um grupo de pesquisadores e o professor C. Ehret, utilizando um corpus modificado de 90 palavras especialmente adotado a partir das 100 palavras universais de Morris Swadesh, estudaram as correlações entre dois grupos de línguas da área central da África meridional. Um desses grupos compreendia dialetos xona bem variados, falados entre o Limpopo e o Zambeze, e o outro, os dialetos soto, angune, tsonga, chope e venda, sendo este último chamado de língua banta do sudeste. Segundo C. Ehret:
as primeiras populações de língua shona teriam se estabelecido no território a que hoje corresponde o Zimbábue, enquanto os protobantos do sudeste teriam ocupado uma região mais ao sul, provavelmente no norte do Transvaal.
O período entre 1000 e 1500 foi decisivo para a história da África meridional. Novos modos de vida difundiram‑se após 1100. Os cóis tornaram‑se criadores de gado e se espalharam por vasta área. A importância do gado também aumentou consideravelmente entre outros povos, provavelmente de língua banta. É nesse período, ou mesmo antes, que se deve procurar a origem das grandes tradições culturais tão características dos povos de língua banta dessa região, os soto-tsuanas e os angunes. Foi por volta de 1500 que se cristalizaram algumas dessas tradições, herdadas pelos principais grupos étnicos conhecidos no século XIX, diretamente de seus ancestrais. As mudanças influenciaram profundamente a vida nas comunidades de pescadores instaladas na costa, de pastores estabelecidos próximo do litoral do Cabo e de caçadores. Mas ainda nos faltam informações sobre esse período crucial. Os testemunhos escritos são extremamente raros e só tratam dos últimos anos do período. A arte rupestre, de modo geral, continua sem datação e apresenta problemas de interpretação difíceis de resolver. A tradição oral ressente‑se de referências cronológicas quando remonta a esse período. Os dados linguísticos ainda não foram suficientemente explorados; dever‑se‑ia tentar reconstituir sobretudo o vocabulário do antigo angune e do antigo sotho, e seria proveitoso estudar os empréstimos de palavras coissãs nas línguas bantas e vice‑versa. Trabalhos de antropologia comparativa sobre problemas regionais a partir de uma perspectiva temporal apenas começaram.